# The Devil’s Bleeding Crown
The Devil’s Bleeding Crown ist ein Lied der dänischen Heavy-Metal-Band Volbeat. Es ist die erste Single aus ihrem sechste Studioalbum Seal the Deal & Let’s Boogie.

## Entstehung
Das Lied basiert laut dem Gitarristen Rob Caggiano auf einem Riff, dass während der gemeinsamen Nordamerikatournee mit Anthrax im Frühjahr 2015 entstanden ist. Im Laufe der Tournee spielte die Band bei Konzerten immer wieder Ausschnitte des Liedes, nie aber das komplette Lied. Laut dem Sänger Michael Poulsen wollte die Band testen und die Wirkung des Liedes auf der Bühne zu erleben. Laut Poulsen würde dies ausreichen um herauszufinden, ob das Lied weiter ausgearbeitet oder verworfen wird.
Die Aufnahmen fanden unter der Leitung des Produzenten Jacob Hansen in den Hansen Studios im dänischen Ribe statt. Am 1. August 2015 spielte die Band bei ihrem Konzert im dänischen Odense zum ersten Mal das komplette Lied live. Die Single wurde schließlich am 8. April 2016 von Vertigo Records veröffentlicht. Einen Monat später folgte die Veröffentlichung eines Musikvideos, bei dem Plastic Kid Regie führte.

## Rezeption
Laut Florian Zandt vom deutschen Magazin Visions würde das Lied „mit einem Auge in Richtung des Stoner-infizierten Hard Rock von Red Fang schielen und gönnt sich ein ausladenes Metal-Solo“. Ferner „besticht das Lied auf ganzer Länge durch die charakteristische Gesangsperformance von Michael Poulsen und einem geshuffleten Schlagzeug-Groove“.
Bei den Loudwire Music Awards 2016 belegte das Lied in der Kategorie Best Rock Song Platz sieben.
Das US-amerikanische Onlinemagazin Loudwire setzte The Devil’s Bleeding Crown auf Platz zehn ihrer Liste der 20 besten Rocksongs des Jahres 2016. Das deutsche Magazin Powermetal.de wählte The Devil’s Bleeding Crown zum siebtbesten Lied des Jahres.

## Kommerzieller Erfolg

### Chartplatzierungen
Die Single erreichte Platz 61 der österreichischen und Platz 81 der deutschen Singlecharts.
| ChartsChartplatzierungen | Höchstplatzierung | Wochen |
| ------------------------ | ----------------- | ------ |
| Deutschland (GfK)        | 81 (2 Wo.)        | 2      |
| Österreich (Ö3)          | 61 (1 Wo.)        | 1      |

### Auszeichnungen für Musikverkäufe
| Land/Region               | Auszeichnungen für Musikverkäufe (Land/Region, Auszeichnung, Verkäufe) | Verkäufe  |
| ------------------------- | ---------------------------------------------------------------------- | --------- |
| Dänemark (IFPI)           | Platin                                                                 | 90.000    |
| Kanada (MC)               | Platin                                                                 | 80.000    |
| Österreich (IFPI)         | Platin                                                                 | 30.000    |
| Schweden (IFPI)           | Platin                                                                 | 80.000    |
| Vereinigte Staaten (RIAA) | Platin                                                                 | 1.000.000 |
| Insgesamt                 | 5× Platin ·                                                            | 1.280.000 |